# 克什米尔抵抗阵线

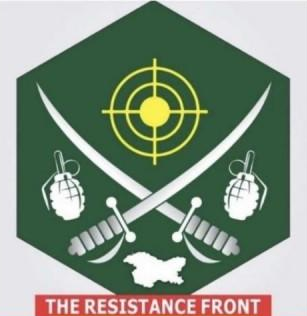
克什米爾抵抗陣線的徽標

克什米尔抵抗阵线是一个反印度的游擊隊，該武裝參與查謨和克什米爾叛亂，並被印度視為恐怖主义组织。 克什米尔抵抗阵线會攻擊克什米爾當地的印度教教徒 、印度政府雇员 、印度劳工和企业主、游客、軍人（包括当地警察）。 
印度政府声称克什米尔抵抗阵线是虔誠軍的分支組織。  2019年喀什米爾示威后，一些虔诚军和真主穆斯林游擊隊成员成立克什米尔抵抗阵线。 